# Flughafen Limnos

i7
i11
i13
Der Flughafen Limnos (alternativ auch Flughafen Lemnos oder Flughafen Ifestos, griechisch Κρατικός Αερολιμένας Λήμνου, (IATA-Code: LXS, ICAO-Code: LGLM)) ist ein internationaler Flughafen auf der Insel Limnos im Osten Griechenlands. Er liegt etwa 1 km südlich von Karpasi und 15 km östlich des Verwaltungssitzes Myrina. Betreiber des Flughafens ist die griechische Hellenic Civil Aviation Authority, kurz HCAA. Der Flughafen besitzt eine 3016 m lange Start- und Landebahn mit der Ausrichtung 04R/22L. Im Jahr 2015 benutzten knapp 100.000 Passagiere den Flughafen.

## Flugziele
Folgende Flugziele werden vom Flughafen Limnos angeflogen. Die Ziele, die saisonal bedient werden, werden meistens in den Sommermonaten zwischen Mai und Oktober angeflogen:
| Fluggesellschaft                             | Flugziel                                                |
| -------------------------------------------- | ------------------------------------------------------- |
| Astra Airlines (Betrieb eingestellt)         | Ikaria, Thessaloniki                                    |
| Olympic Air                                  | Athen                                                   |
| Aegean Airlines                              | saisonal: Athen                                         |
| Sky Express                                  | Chios, Heraklion, Mytilini, Rhodos, Samos, Thessaloniki |
| SmartWings (durchgeführt von Travel Service) | Prag                                                    |
| Vueling                                      | saisonal: Rom-Fiumicino                                 |